# جامعة أوريول الحكومية

## التاريخ
في 5 أغسطس/اب 1931، أمر مجلس الشعب في الاتحاد السوفيتي بإنشاء معهد تربوي صناعي في أريول (اوريول)، والذي تم افتتاحه في 8 نوفمبر من نفس العام.
فتح المعهد أبوابه لـ 121 طالبًا من أربع كليات: 34 طالبا درسوا الفيزياء التقنية، و 34 طالبًا درسوا الكيمياء البيولوجية، و 23 طالبا درسا الأداب والاجتماع، و 30 طالبا درسوا الفنون التطبيقية، وشارك 11 معلمًا في العملية التعليمية. يقع المبنى الأكاديمي للمعهد في المبنى رقم 34 في شارع بوكروفسكايا (الآن - Saltykov-Shchedrin). 
كانت الجامعة في ذلك الوقت «تربوية صناعية»، وفي عام 1932 أصبحت الجامعة «تربوية» فقط. 
في عام 1932، توقفت الكلية التقنية عن العمل، وأعيد تنظيمها ، الكلية الأدبية والاجتماعية إلى كلية العلوم الطبيعية والتاريخية ، اما كلية الفيزياء التقنية إلى كلية الفيزياء والرياضيات، وكلية الكيمياء والبيولوجيا إلى كلية العلوم الطبيعية. وفي نفس العام، تم افتتاح كلية عمالية وأقسام مسائية وتعليم عن بعد في كليتي - الفيزياء والرياضيات والأدب 
في يناير من عام 1933، تم دمج معهد أريول التربوي مع معهد بيلغورود التربوي.  .
نتيجة لهذا الاندماج، أصبح معهد أريول يضم 314 طالبا وطالبة و 50 مدرسًا، وتم إنشاء أربعة أقسام. 
في عام 1934، تم تقسيم الجامعة إلى معهدين - معهد اعداد المعلمين، الذي يقوم بتدريب المعلمين للمدارس ذات السبع سنوات، والمعهد التربوي الذي يقوم بتخريج معلمين للمدارس الثانوية. في معهد اعداد المعلمين مدة الدراسة سنتان، وفي المعهد التربوي - أربعة سنوات.
تم نقل كلية التاريخ إلى مدينة كورسك عام 1934. 
في يونيو حزيران من عام 1935، تخرج 45 طالبًا وطالبة من المعهد التربوي وتخرج 112 طالبًا وطالبة من معهد المعلمين لأول مرة. 
في 26 أكتوبر من عام 1936، احتفل المعهد بالذكرى السنوية الخامسة لتأسيسه. في ذلك الوقت، درس 420 طالبًا في قسم التعليم بنظام دوام كامل و 580 في التعليم المفتوح، وكان 374 طالبًا يدرسون في كلية العمال. دربت المدرسة النموذجية في المعهد التربوي 96 طالبًا. امتلك المعهد حينها 15 مختبرا تعليميا. 
في مارس من عام 1940، تم افتتاح قسم الجغرافيا في المعهد التربوي، قسم اللغة الروسية وآدابها في معهد المعلمين. قبل الحرب، كان في المعهد 13 قسمًا و 11 تخصصًا. 
في 22 يونيو 1941، بدأت الحرب الوطنية العظمى. في البداية كان هنالك 1918 طالبًا وطالبة يدرسون في المعهد. ذهب منهم حوالي 116 مدرسًا وموظفًا وطالبًا إلى الجبهة (الحرب). تم منح العديد منهم الجوائز والميداليات. 
في 23 أغسطس 1941 وبأمر من مفوضية الشعب في جمهورية روسيا الاتحادية الاشتراكية السوفياتية (الاتحاد السوفيتي)، تم نقل معهد أريول التربوي إلى مدينة بيرسك التابعة لجمهورية باشكير ASSR . 
في 12 سبتمبر (ايلول) من عام 1941، وصل طاقم المعهد التربوي من مدينة اريول إلى مدينة بيرسك. وعلى أساس معهد بيرسك للمعلمين، تم إنشاء معهد بيرسك التربوي، والذي احتفظ بهيكل معهد أريول التربوي. وفي نهاية سبتمبر (ايلول) من عام 1941 بدأت الدروس في معهد بيرسك التربوي. 
في 20 نوفمبر من عام 1943، أمرت لجنة التحقيق في روسيا الاتحادية الاشتراكية السوفياتية باخلاء معهد أريول التربوي من مدينة اريول إلى مدينة يليتس، حيث بدأت الدروس في نهاية نوفمبر.
في النصف الأول من العام الدراسي 1944/1945، انخرطوا في ثلاث مناوبات، وفي النصف الثاني من العام نفسه - في مناوبتين ونصف. 
خلال سنوات الحرب، تخرج 63 طالبا وطالبة من المعهد التربوي، و 235 طالبا وطالبة من معهد المعلمين (بما في ذلك الخريجين في مدينة بيرسك). في عام 1945 عمل حينها في المعهد 58 مدرسًا و 20 موظفًا ودرس فيه 448 طالبًا وطالبة. في عام 1945 كانت مكتبة المعهد تحتوي على 2746 كتابًا، منها 1285 كتابًا مدرسيًا. 
في سبتمبر من عام 1950، تم افتتاح كلية اللغات الأجنبية بقسمي اللغة الإنجليزية والفرنسية (30 شخصا لكل منهما). 
من عام 1944 وحتى عام 1957، كان المبنى التعليمي للمعهد يقع في العنوان التالي: شارع موسكوفسكايا، بناء رقم 29. وفي يوليو 1957 تم افتتاح مبنى تعليمي جديد في البناء رقم 95 في شارع كومسومولسكايا. 
في عام 1950 تم افتتاح قسم الجغرافيا في كلية العلوم الطبيعية، وتم أيضا اقتتاح أقسام مسائية (دوام مسائي) في كلية الفيزياء والرياضيات وفي كلية اللغة الروسية وآدابها. 
في عام 1952 تم إغلاق معهد المعلمين. وزاد القبول في المعهد التربوي. حيث درس 2177 طالب وطالبة. وعمل 88 معلمًا أو مدرسا، منهم 29 معلما يحملون درجات وألقاب أكاديمية. 
في عام 1956 تحولت مؤسسات التعليم العالي التربوية في البلاد إلى الدراسة وفق نظام الخمس سنوات. 
في نهاية عام 1965 استأنف المسؤولون في المحافظة مرة أخرى محاولات تحويل كلية الاجتماع في اريول إلى فرع من معهد الهندسة الميكانيكية التابع لكل الاتحاد.وذلك وفقًا لأمر وزير التعليم العالي والثانوي المتخصص في روسيا الاتحادية الاشتراكية السوفياتية المؤرخ في 6 يونيو 1966. 
منذ عام 1966، بدأ طلاب من جمهوريات آسيا الوسطى الدراسة في القسم الوطني بكلية التاريخ وعلوم اللغة ليكونوا مدرسي اللغة الروسية في المستقبل
في عام 1972، أنشأت وزارة التعليم العالي ووزارة التعليم في اتحاد الجمهوريات الاشتراكية السوفياتية منحة شخصية تحمل اسم تورجينيف لمعهد اريول التربوي. 
في الثمانينيات، أصبحت الجامعة مؤسسة رائدة في روسيا في تدريب الطلاب الأجانب. حيث درس هناك طلاب من 38 دولة ومن جميع القارات. 
من عام 1988 وحتى عام 1992، عقدت مسيرات السلام. شارك فيها طلاب من اريول وكورسك وبيلغورد وغيرها من المدن
في 18 أغسطس (اب) 2014، تم تسمية جامعة ولاية أريول باسم آي إس تورجينيف. 
إحدى الكليات وهي كلية التاريخ، تقع في مبنى اريول للألعاب الرياضية للذكور السابقة، والتي تعد واحدة من أولى المعالم المعمارية لعصر الكلاسيكية الروسية في المدينة.

## المؤسسات أو المعاهد

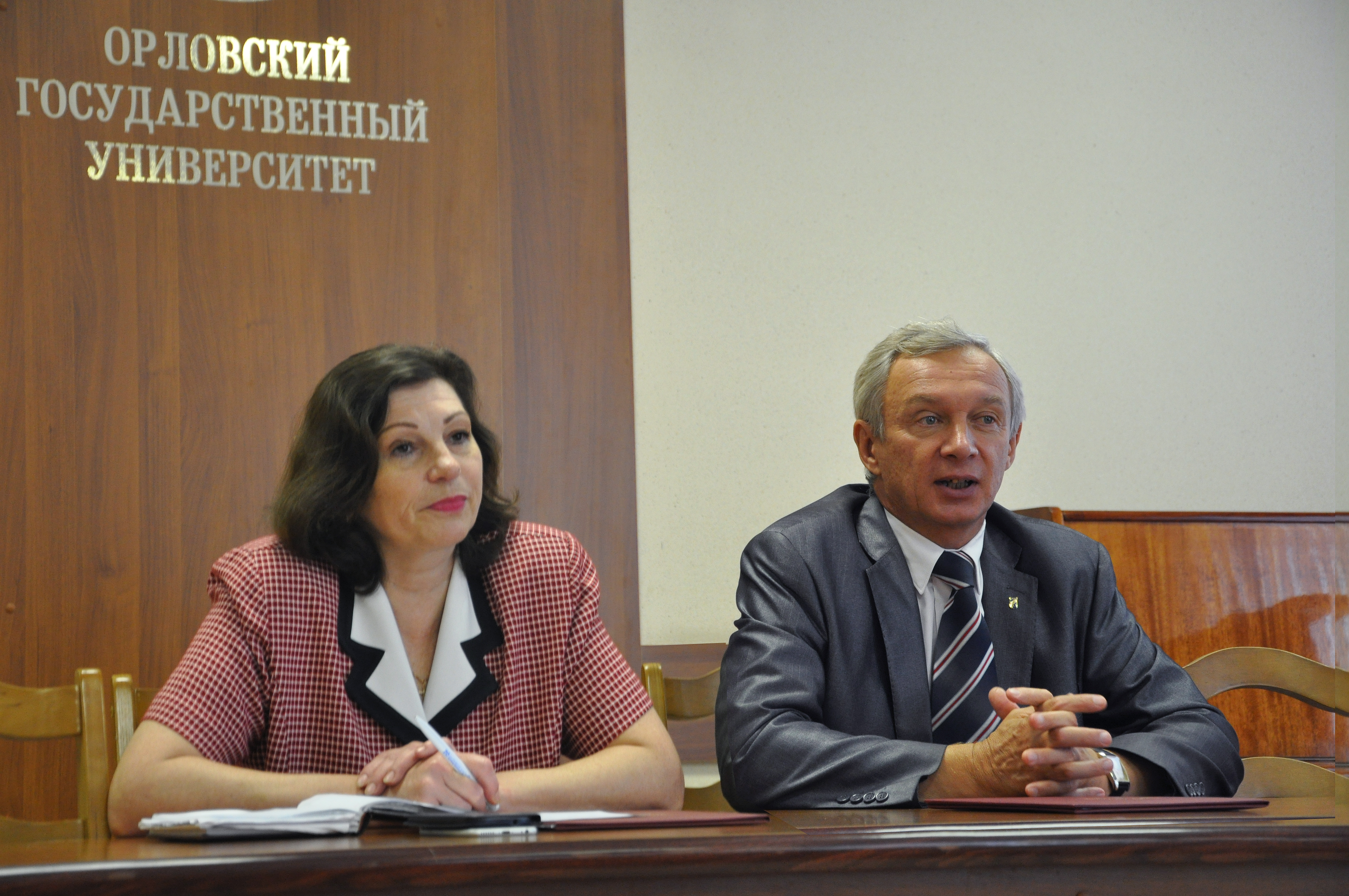
لقاء رئيسة جامعة اريول بيليبينكو مع رئيس جامعة بيلاروسيا الحكومية

تم توقيع أمر دمج بين جامعة اريول وجامعة اريول التقنية في 28 أكتوبر 2015. وتمت إعادة التنظيم والهيكلة، وتم تعيين اولغا بيليبينكو رئيسًا لجامعة اريول التي تحمل اسم آي إس تورجينيف في 4 نوفمبر 2015.

## المسؤولين
رؤساء الجامعة
- 1949-1954 - س. آي إفريموف. [7]
- 1954-1978 - جي إم ميخاليف. [7]
- 1989-1992 - س. أ. بيسكونوف. [7]
- 1992 - 2013 - إف إس أفدييف. [7]
- 1994-2013 - ف. أ. غولينكوف...[8]
- 2014-2015 سنة - I. حول. رئيس الجامعة V. F. نيتسيفيتش.
- 2015 - قائم بأعمال. رئيس الجامعة O. في. بيليبينكو؛
- 2017 - 2019 - رئيس الجامعة أ. في. بيلبينكو.
- 2019 - 2020 - رئيس الجامعة القائم بالاعمال أ. أ. فيدوتوف
- 2021 وحتى الوقت الراهن -رئيس الجامعة أ. أ. فيدوتوف

## الكليات

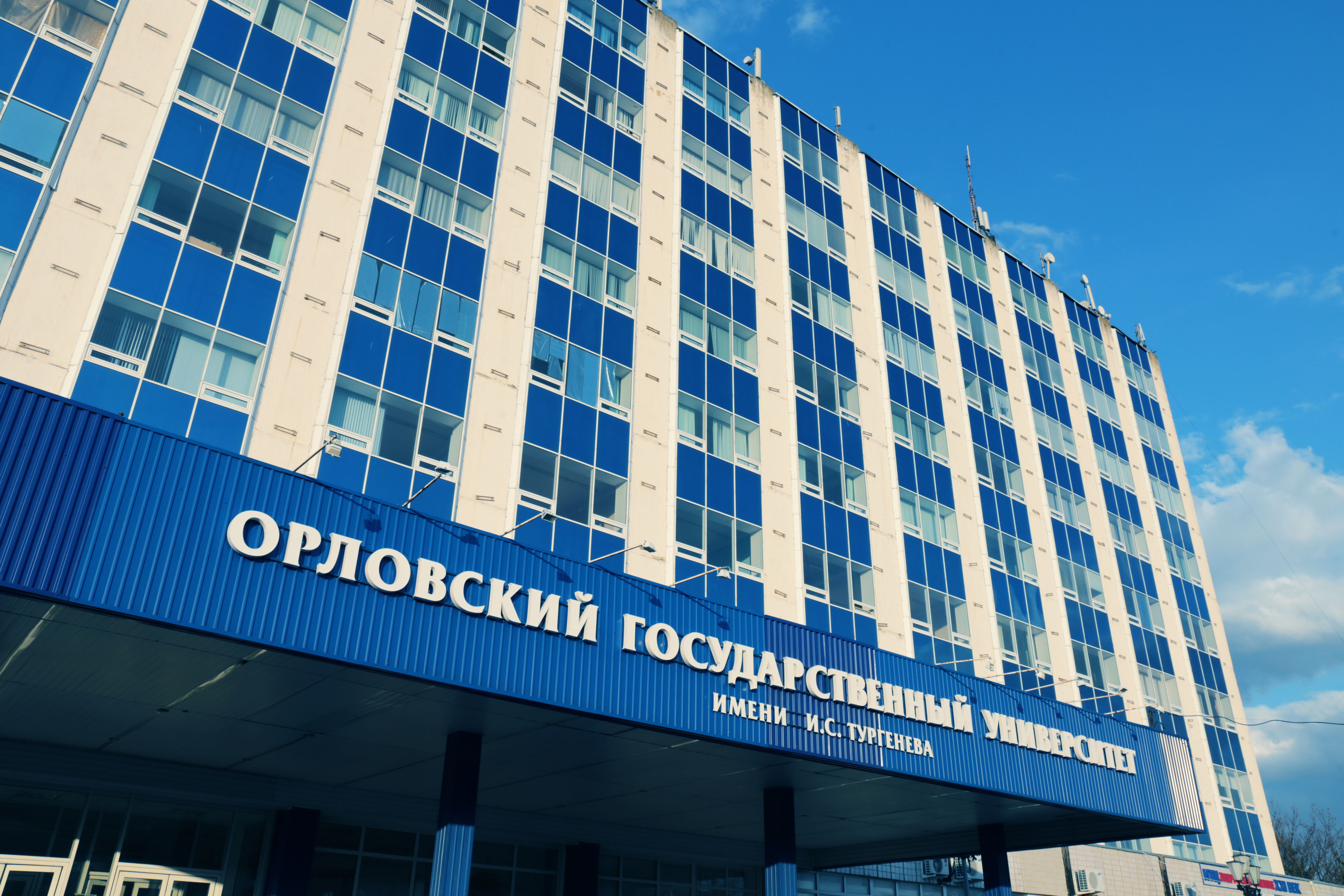
المبنى 12 في الجامعة

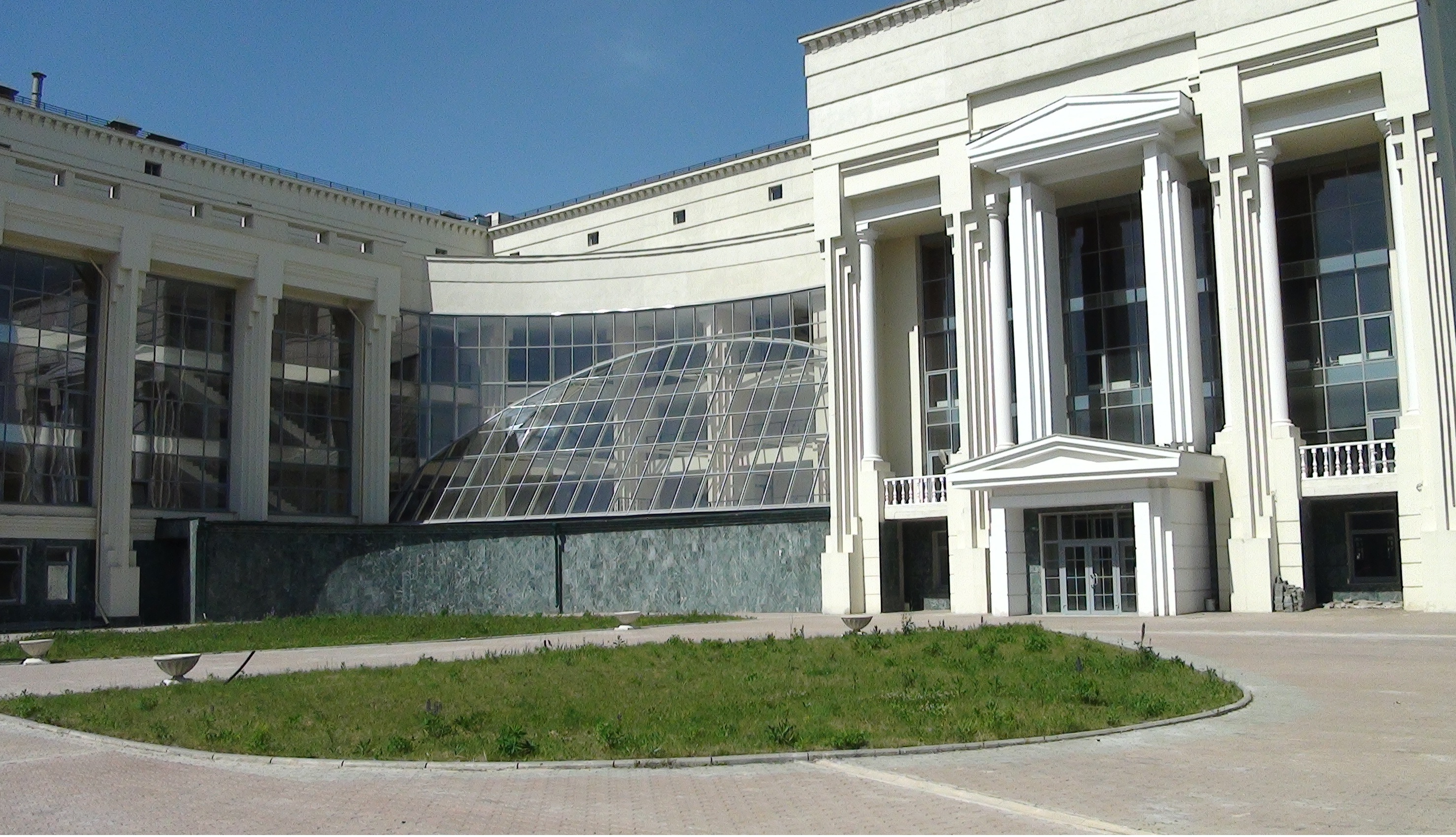
المكتبة في جامعة اريول الحكومية

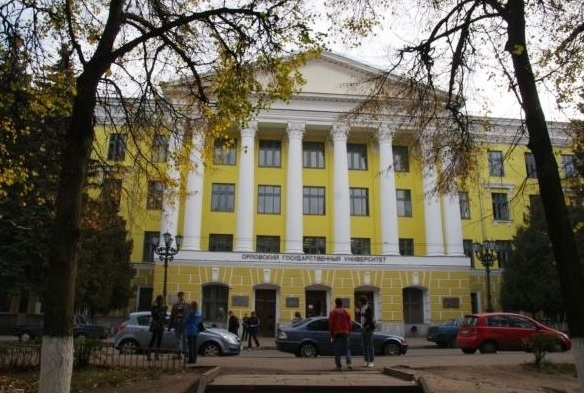
المبنى الرئيسي في جامعة اريول الحكومية

- كلية التدريب قبل الجامعي والتوجيه المهني
- قسم التاريخ
- كلية الفلسفة
- كلية الاجتماع
- كلية التكنولوجيا وريادة الأعمال والخدمة
- كلية الفيزياء والرياضيات
- كلية الفنون
- كلية اعداد الطلاب الاجانب
- كلية الرياضة
- كلية رفع سوية التعليم وإدارة الأعمال

- معهد العمارة والبناء
- معهد القانون
- معهد البوليتكنيك الذي يحمل اسم N. ن. بوليكاربوفا
- معهد الأجهزة والأتمتة وتكنولوجيا المعلومات
- معهد الاقتصاد والإدارة
- معهد المراسلات والتعليم بدوام جزئي
- جامعة الطب (طب بشري -طب أسنان-صيدلة)
- معهد فقه اللغة
- معهد التربية وعلم النفس
- جامعة اللغات الأجنبية
- معهد العلوم الطبيعية والتكنولوجيا الحيوية
- معهد التعليم المهني المستمر

## الفروع
- فرع كاراتشيف (المدير أ. ج. أسود) [9]
- فرع متسينسك (مدير E. في. الحار) [10]
- فرع ليفنسكي (المخرج إي. ن. بولوغوف) [11]

## الجوائز
- وسام «وسام الشرف» («للنجاحات التي تحققت في تدريب العاملين في مجال التعليم العام»)

## الروابط
- موقع الجامعة
- معلومات عن الجامعة على البوابة الفيدرالية «التعليم الروسي»
- منظر لجامعة ولاية أريول في ياندكس. بانوراما.